# Елена Цагрину
Елена Цагрину (грч. Έλενα Τσαγκρινού; Атина, 16. новембар 1994) је грчка певачица. Цагрину је започела своју каријеру као певачица грчког бенда Адр Вју, до почетка соло каријере 2018. Она је представљала Кипар на Песми Евровизије 2021. са песмом "El Diablo", завршивши на 16. месту.

## Живот и каријера
Цагрину је рођен 16. новембра 1994. у Атини. Од малих ногу се бавила музиком и похађала средњу музичку школу. Године 2009. учествовала је у грчкој адаптацији програма Ја имам таленат са АНТ1.

### 2013–2018: Адр Вју,Само нас двојеиГлас Грчке
У лето 2013. године била је на аудицији групе Адр Вју (након повлачења Кристалије из бенда) за место певачице  и тако потписала уговор са дискографском кућом Филгуд Рекордс 8. јануара 2014. У исто време, Цагрину је учествовала у музичкој емисији Мега Канала -а (грчка адаптација талент шоуа Само нас двоје) као тренер Ивана Свитајла.
Године 2015. бенд је објавио четири нове песме. „Дикеоси” са Арвом, „Ола Афта Пу Ниото”, „Ин Де Клуб Б**” и „Се Тело Тора”. Музику песама писали су углавном они, док је текстове написао Василис Кументакос.
Била је и бекстејџ водитељ емисије Глас Грчке.

### 2018 – данас: Соло каријера и Песма Евровизије
Након повлачења из бенда Адр Вју, започела је припреме за свој први албум. Истовремено је почела да наступа у ноћном клубу Фантасија Лајв са Константиносом Аргиросом и Нином.
Дана 1. јула 2018. објавила је своју прву соло нумеру под називом „Паме Ап' Тин Архи“.
Дана 2. новембра 2019. објављена је њена трећа соло песма под називом „Лоја“ са текстом и музиком Леонидаса Созоса.
Дана 25. новембра 2020. године објављено је да ће представљати Кипар на Песми Евровизије 2021. у Ротердаму, Холандија, са песмом „El Diablo“.

## Дискографија

### Студијски албуми
| Наслов                | Детаљи                                                                    |
| --------------------- | ------------------------------------------------------------------------- |
| El Diablo – The Album | - Објављено: 12. маја 2021 - Ознака: Паник - Формат: Дигитално преузимање |

### Синглoви
- Паме ап тин архи (2018)
- Парадисос (2018)
- Лоја (2019)
- Аморе (2019)
- Паре ме (2020)
- El Diablo (2021)

### Филм
| Година | Наслов                     | Улога       | Напомене                      |
| ------ | -------------------------- | ----------- | ----------------------------- |
| 2013   | Слободне птице             | Јени        | Глас на грчкој синхронизацији |
| 2016   | Младожења                  | Она сама    | Гост                          |
| 2017   | Штрумпфови: Изгубљено село | Штрумпфлили | Глас на грчкој синхронизацији |